# Система футбольных лиг Латвии
Систе́ма футбо́льных лиг Ла́твии состоит из пяти уровней и управляется Латвийской футбольной федерацией, а также местными федерациями.

## Текущая структура
| 1 | Высшая лига 10 клубов                                              | Высшая лига 10 клубов                                              | Высшая лига 10 клубов                                              | Высшая лига 10 клубов                                              | Высшая лига 10 клубов                                              | Высшая лига 10 клубов                                              |                                                                    |                                                                    |                                                                    |                                                                    |                                                                    |                                                                    |                                                                    |                                                                    |                                                                    |                                                                    |                                                                    |                                                                    |                                                                    |                                                                    |
| 2 | Первая лига 14 клубов                                              | Первая лига 14 клубов                                              | Первая лига 14 клубов                                              | Первая лига 14 клубов                                              | Первая лига 14 клубов                                              | Первая лига 14 клубов                                              |                                                                    |                                                                    |                                                                    |                                                                    |                                                                    |                                                                    |                                                                    |                                                                    |                                                                    |                                                                    |                                                                    |                                                                    |                                                                    |                                                                    |
| 3 | Вторая лига 16 клубов                                              | Вторая лига 16 клубов                                              | Вторая лига 16 клубов                                              | Вторая лига 16 клубов                                              | Вторая лига 16 клубов                                              | Вторая лига 16 клубов                                              |                                                                    |                                                                    |                                                                    |                                                                    |                                                                    |                                                                    |                                                                    |                                                                    |                                                                    |                                                                    |                                                                    |                                                                    |                                                                    |                                                                    |
| 4 | Третья лига                                                        | Третья лига                                                        | Третья лига                                                        | Третья лига                                                        |                                                                    |                                                                    |                                                                    |                                                                    |                                                                    |                                                                    |                                                                    |                                                                    |                                                                    |                                                                    |                                                                    |                                                                    |                                                                    |                                                                    |                                                                    |                                                                    |
| 4 | Запад 7 клубов                                                     | Центр 12 клубов                                                    | Север 10 клубов                                                    | Восток 10 клубов                                                   |                                                                    |                                                                    |                                                                    |                                                                    |                                                                    |                                                                    |                                                                    |                                                                    |                                                                    |                                                                    |                                                                    |                                                                    |                                                                    |                                                                    |                                                                    |                                                                    |
| 5 | Латвийская любительская футбольная лига и региональные чемпионаты. | Латвийская любительская футбольная лига и региональные чемпионаты. | Латвийская любительская футбольная лига и региональные чемпионаты. | Латвийская любительская футбольная лига и региональные чемпионаты. | Латвийская любительская футбольная лига и региональные чемпионаты. | Латвийская любительская футбольная лига и региональные чемпионаты. | Латвийская любительская футбольная лига и региональные чемпионаты. | Латвийская любительская футбольная лига и региональные чемпионаты. | Латвийская любительская футбольная лига и региональные чемпионаты. | Латвийская любительская футбольная лига и региональные чемпионаты. | Латвийская любительская футбольная лига и региональные чемпионаты. | Латвийская любительская футбольная лига и региональные чемпионаты. | Латвийская любительская футбольная лига и региональные чемпионаты. | Латвийская любительская футбольная лига и региональные чемпионаты. | Латвийская любительская футбольная лига и региональные чемпионаты. | Латвийская любительская футбольная лига и региональные чемпионаты. | Латвийская любительская футбольная лига и региональные чемпионаты. | Латвийская любительская футбольная лига и региональные чемпионаты. | Латвийская любительская футбольная лига и региональные чемпионаты. | Латвийская любительская футбольная лига и региональные чемпионаты. |